# Hostice
Hostice – wieś (obec) na Słowacji położona w kraju bańskobystrzyckim, w powiecie Rymawska Sobota. Pierwsze wzmianki o miejscowości pochodzą z roku 1332. 
Według danych z dnia 31 grudnia 2012, wieś zamieszkiwało 1037 osób, w tym 523 kobiety i 514 mężczyzn.
W 2001 roku rozkład populacji względem narodowości i przynależności etnicznej wyglądał następująco:
- Słowacy – 5,26%
- Czesi – 0,23%
- Romowie – 6,78%
- Węgrzy – 87,02%

Ze względu na wyznawaną religię struktura mieszkańców kształtowała się w 2001 roku następująco:
- Katolicy rzymscy – 96,84%
- Ewangelicy – 0,23%
- Ateiści – 0,58%
- Nie podano – 0,12%